# Fetele
Les Girls este un film de comedie muzical american din 1957 regizat de George Cukor. În rolurile principale joacă actorii Gene Kelly, Kay Kendall și Mitzi Gaynor.

## Distribuție
- Gene Kelly – Barry Nichols
- Mitzi Gaynor – Joy Henderson
- Kay Kendall – Sybil Wren
- Taina Elg – Angele Ducros
- Jacques Bergerac – Pierre Ducros
- Leslie Phillips – Sir Gerlad Wren
- Henry Daniell – Judge
- Patrick McNee – Sir Percy
- Stephen Vercoe – Mr. Outward
- Philip Tonge – Associate Judge
- Barrie Chase – Dancer